# Fernando Meza
Fernando Nicolás Meza (San Martín, Argentina, 21 de marzo de 1990) es un futbolista profesional argentino que se desempeña como defensa central y actualmente milita en Palestino de la Primera División de Chile.

## Trayectoria

### San Lorenzo (2008-2013)
Para el primer equipo fue incluido con dieciocho años por el entrenador Miguel Ángel Russo e hizo su debut en la Primera de San Lorenzo el 2 de noviembre de 2008, en una derrota de por 0-1 ante Boca Juniors. Ya menos de un año y medio después de su debut -durante el mando del entrenador Diego Simeone- se ganó un lugar en la alineación titular, creando un dúo con Jonathan Bottinelli. Su exitosa carrera se detuvo al romperse los ligamentos cruzados que sufrió en octubre de 2010, por lo que tuvo que pausar durante más de un año. Después de recuperarse durante varios meses apareció regularmente en los campos, pero más tarde perdió su posición en el centro del equipo debido a los nuevos nuevos fichajes de Abel Masuero y Santiago Gentiletti. En total, representó a San Lorenzo durante cinco años sin mucho éxito.

### Cesión a Olimpo (2013-2014)
Fue a préstamo al recién ascendido Olimpo de Bahía Blanca para la temporada 2013-14 del fútbol argentino, donde jugó más de suplente que de titular.

### Cesión a San Marcos de Arica (2014-2015)
Al volver a San Lorenzo no tuvo oportunidades y partió a préstamo al fútbol chileno, al recién ascendido San Marcos de Arica para la temporada 2014-15. En el Apertura 2014-15 debutó 19 de julio de 2014, en el empate 1-1 por la primera fecha del torneo ante el actual campeón Colo-Colo, y en aquel partido anotó el 1-0 parcial que a la vez fue su primer gol en su carrera profesional.
En el siguiente torneo, Arica logró una gran campaña logrando quedar octavo en el Clausura 2015 y logrando un cupo a la pre-liguilla sudamericana; además se salvarían del descenso quedando 13 de 18 en la tabla acumulada.
En la semis de la liguilla enfrentarían a Unión La Calera ganando la vuelta en penales con gol de Eduardo Lobos, en la final se enfrentarían al tercer grande de fútbol chileno, la Universidad Católica, la ida el 17 de mayo en Arica el equipo celeste ganó por 3-1 al elenco cruzado quedando a un pasó de jugar un torneo internacional por primera vez en su historia, tres días después la vuelta en San Carlos la Católica ganaba por 3-0 con goles de David Llanos, Diego Rojas y Erick Pulgar, hasta que al minuto 95' el recién ingresado Gustavo Oberman anotó el gol de la ilusión en el cuadro del norte y llevó la definición a lanzamientos penales donde la UC se clasificaría a la Copa Sudamericana 2015 por un dramático 6-5 con gol de Guillermo Maripán, Meza jugó ambos partido de definición y no pateo penales.
En el equipo ariqueño siempre fue un jugador clave en el equipo y manejo los hilos, siendo el patrón de la defensa ariqueña y después de la expiración de la temporada en una transferencia libre se trasladó a Palestino de la capital de Santiago.

### Palestino (2015-2016)
En el club del norte de Chile encontró regularidad y destacó por sus buenas actuaciones, lo que valió ser contratado por Palestino de cara a la Temporada 2015-2016.
Debutó bajo la dirección técnica de Pablo Guede el 9 de agosto de 2015 por la fecha 2 del Apertura 2015 ante Unión Española en el Estadio Municipal de La Cisterna con la dorsal 30 jugando los 90' minutos en el clásico de colonias los árabes ganaron por 2-1. Anotó su primer gol con Palestino el 21 de noviembre por la decimotercera fecha del Apertura ante el líder Colo-Colo en La Cisterna al minuto 21' tras un saque de esquina ejecutado por Nicolás Maturana donde Meza cabezeo muy abajo ajustado al palo izquierdo venciendo la resistencia de Justo Villar, luego recibió amarilla al 62' por falta sobre Paredes, finalmente los árabes ganaron 2-0 y se metieron en la pelea por el Apertura.
Finalmente los tetracolores terminaron cuartos en el Apertura con 28 puntos en 15 fechas y clasificándose a la Liguilla Pre-Sudamericana 2015 para jugar la Copa Sudamericana 2016. En las semifinales enfrentaron a Universidad de Concepción ganando por un global de 3-1. Por un cupo a la Sudamericana se enfrentaron a la Universidad Católica, la ida en el Santa Laura disputando el día 17 de diciembre los árabes ganaron por 2-1 remontando el marcador tras el gol de Sierralta a los 13' después Francisco Alarcon anotó el empate a los 31' y Zacaría anotó el gol del triunfo a los 78'. Tres días después la vuelta se jugó en San Carlos de Apoquindo el 20 de diciembre y los cruzados golearon por 4-1; David Llanos, Agustín Farías (en contra), Jeisson Vargas y Michael Ríos anotaron para los cruzados mientras que Marcos Riquelme descontó para la visita finalmente, la UC ganó por un global de 5-3.
Durante su primer semestre realizó una gran campaña jugando gran parte de los partidos como titular, jugando como defensa central (acompañado de Alejandro Contreras) y en ocasiones como stopper por izquierda (junto a Contreras y Felipe Campos).
En el Apertura 2016 lograrían otra buena campaña terminando cuartos de nuevo logrando 25 puntos en 15 fechas quedando a solo 4 del campeón la Universidad Católica y logrando clasificarse ahora si a la Copa Sudamericana 2016 tras quedar terceros en la tabla acumulada con 53 puntos tan solo detrás de Colo-Colo y la Católica respectivamente, esta vez su logró en el Apertura fue de la mano de Nicolás Cordova después de que San Lorenzo de Argentina a Guede.
Marcó su primer gol en el Apertura 2016 en la primera fecha ante Audax Italiano el 18 de enero de 2016 anotando el 2-1 definitivo al minuto 33' tras una asistencia de Enzo Gutiérrez, Meza remató con pierna derecha al palo izquierdo. El 20 de abril por la decimotercera fecha del Apertura anotó su segundo gol en el campeonato nuevamente ante Colo-Colo esta vez en el Monumental, la casa del "popular", abrió la cuenta para los árabes al minuto 9' luego de un centro al corazón del área tras un tiro de esquina con remate de derecha, complicando nuevamente a los "albos" rumbo al bicampeonato y además anotándole su tercer gol a Colo-Colo en su carrera (3 de sus 4 goles como profesional fuera al cacique), finalmente los árabes ganaron por 3-1 y Gonzalo Fierro anotó el descuento albo en los descuentos.
Jugó los 15 compromisos válidos por el Apertura 2016, todos como titular, marcando 2 goles y casi siempre jugando como defensor central o a veces como lateral izquierdo, además jugando 1.204 minutos.
Tras el Torneo de Apertura varios jugadores destacados de Palestino se fueron, tales como Felipe Campos a Colo-Colo, y Alejandro Contreras, Jonathan Zacaría y Nicolás Maturana emprendieron rumbo a la Universidad de Chile, en el caso de Meza luego de este torneo y tras sonar en los tres grandes del fútbol chileno partió al fútbol mexicano rumbo al Necaxa tras tener un preacuerdo con el "Bulla".
En su paso por Club Deportivo Palestino jugó 33 encuentros y marcó 3 goles. Allí, confirmó su reputación, durante un año desempeñando el papel de líder del equipo.

### Necaxa (2016)
El 10 de junio de 2016 se anuncia su traspaso al fútbol mexicano, precisamente con el Necaxa de Aguascalientes, recién ascendido a la Liga MX de cara al Apertura 2016-17, quien pagó 670,000 dólares estadounidense por la transferencia. Debutó el 23 de julio de 2016 en un empate 0-0 contra León.
Marcó su primer gol con los "rayos" el 19 de noviembre por la última fecha del torneo regular del Apertura 2016-17 con Chivas de Guadalajara en el Estadio Akron, anotando al minuto 19' el 1-0 parcial mediante remate cruzado definiendo como "9", finalmente empataron 1-1 y Necaxa clasificó a los play-offs en el séptimo lugar.
En dicha instancia quedarían eliminados en semifinales a manos del Club América por un global de 3-1, logrando una buena campaña tomando en consideración que recién hace 6 meses atrás habían ascendido.
El Apertura 2016-17 no fue bueno para Meza, jugando 14 partidos de 21 (siendo titular en solo 5) y anotando 1, nunca pudo consolidarse teniendo un semestre irregular y nunca pudo ganarse una camiseta de titular en el equipo; tras esto volvió al Fútbol chileno específicamente a Colo-Colo.

### Colo Colo (2017-2018)
El 27 de enero de 2017 se oficializa su vuelta a Chile para fichar por Colo-Colo a cambio de 500 mil dólares al club dueño de su pase Necaxa firmando hasta finales de 2019, por expresa petición del director técnico del cuadro Popular, Pablo Guede, reencontrándose con su antiguo entrenador en Palestino, durante su presentación el defensa lleno de eligió a Guede argumentando que uno de los motivos por los que decidió venir a Chile fue porque Guede: "Me hizo ver el fútbol diferente". en la rueda de prensa. Su llegada al cuadro albo se suma a las incorporaciones de Mark González y Pedro Morales de cara a la Copa Libertadores 2017.

#### Temporada 2017
Su debut con los albos se produjo el 4 de febrero de 2017 por la primera fecha del Clausura 2017 en el Estadio Santa Laura ante la Unión Española jugando como stopper por derecha durante todo el encuentro, en dicho partido el equipo de Guede golearía por 3-0 a los hispanos con un inspirado Esteban Paredes (Quien anotó 1 gol y dio 2 asistencias) sumando sus primeros tres puntos en el Clausura y llegando con la moral alta de cara al duelo con Botafogo el próximo miércoles por la Copa Libertadores. Tres días después debutó a nivel internacional con Colo-Colo el 8 de febrero ante Botafogo en el Estadio Monumental, por la vuelta de la Fase 2, en la ida los brasileños ganaron 2-1, Meza jugó un irregular partido recibiendo amarilla a los 12' del primer tiempo y quedando nuevamente eliminado el conjunto chileno en el máximo torneo continental tras igualar 1-1 con los brasileños (Global 2-3).
Antes del duelo con Deportes Temuco por la cuarta fecha del Clausura 2017, Meza sufrió una torcedura de rodilla durante un entrenamiento previo al duelo con el conjunto de la novena región y quedó cinco semanas fuera de las canchas. Volvió el 2 de abril tras casi dos meses sin jugar por la octava fecha del campeonato en la caída por 3-2 ante Deportes Iquique en el norte, ingresando al minuto 78' por Iván Morales, además en este partido los albos perdieron el liderato del torneo a manos del conjunto iquiqueño.
El 20 de mayo por la última fecha del Clausura y tras empatar ante Deportes Antofagasta en el Monumental, Colo-Colo cedía la primera opción del título a la "U", sumando a los rumores sobre futbolistas "cortados" para el próximo semestre, incluidos Justo Villar y Gonzalo Fierro, hicieron que el club llegara a La Portada con un complicado clima interno de cara al "milagro" (Colo-Colo debía ganar mientras que la U perder o empatar), jugando en simultáneo los dos clubes más grandes del país; Colo-Colo venció por 3-1 al descendido Cobresal mientras que la "U" le ganó a San Luis con solitario gol de Felipe Mora logrando 30 puntos, uno más que Colo-Colo y bajando su estrella 18, perdiendo un título increíble tras liderar gran parte del campeonato, pero una igualdad con Antofagasta los hizo perder el primer lugar.
Jugó 10 partidos (9 titular) y anotó un gol válidos por el Torneo de Clausura sumando 832' minutos en el campo ganándose rápidamente una camiseta de titular, jugando en las primeras fechas de stopper por derecha, luego de líbero (reemplazando a Barroso) y en un partido de stopper por izquierda, mientras que por la Copa Libertadores jugó un partido.
Debutó en el segundo semestre de 2017 el 9 de julio en la primera fase ida de la Copa Chile 2017 ante Deportes La Serena en La Portada donde los albos caerían estrepitosamente por 4-1 ante los "papayeros" y Guede quedaría pendiendo de un hilo. Semanas después de la derrota ante La Serena, el 23 de julio se jugó la Supercopa de Chile 2017 ante la Universidad Católica en el Estadio Nacional Julio Martínez con un Guede entre la espada y la pared los albos sacaron su mejor fútbol con sus tres figuras inspiradas (Paredes, Valdés y Valdivia) golearon por 4-1 con Meza jugando como stopper por derecha.
Anotó su primer gol con Colo-Colo el 6 de agosto por la segunda fecha del Transición 2017 ante O'Higgins en el Teniente de Rancagua anotando el 2-1 parcial al 38' tras asistencia de Zaldivia rematando con derecha, le demás goles albos fueron obra de Jaime Valdés y Jorge Valdivia, el descuento fue obra de Pablo Calandria (3-1 resultado final). El 27 de agosto jugó su primer superclásico ante la Universidad de Chile por la quinta fecha del Torneo de Transición en el Monumental, los albos ganarían por 4-1 y estirarían a 17 años sin conocer derrotas de local ante el archirrival y Meza jugó de titular todo el encuentro como stopper por derecha.
El 28 de octubre por la decimoprimera del Transición Meza sufrió una rotura de ligamentos en el polémico duelo ante Deportes Temuco en el sur, saliendo al 22' por Jorge Araya; en dicho partido Colo-Colo terminó con tres expulsados (Benjamín Berríos, Matías Zaldivia y Esteban Paredes), además perdieron la punta del campeonato, Cris Martínez de penal anotó el gol del triunfo.
Tras la rotura de ligamentos Meza fue operado con éxito y siendo baja para el resto de 2017 por 4 o 6 meses.
Finalmente los albos ganaron sus últimos 4 partidos seguidos (ganando 8 de los últimos 9) tras golear por 3-0 a la Universidad de Concepción sumando 33 puntos, dos más que el sublíder Unión Española además bajando su estrella 32. Por el Torneo de Transición 2017 jugó 11 encuentros (todos de titular) y anotó 1 gol, jugando la mayoría de los encuentros como stopper derecho y 4 como stopper izquierdo; además disputó 2 encuentros válidos por la Copa Chile 2017 y también vio acción en la Supercopa ante la Universidad Católica
Además conquistó la Supercopa de Chile 2017 y el Torneo de Transición 2017 con Colo-Colo.

## Selección nacional

### Selección Sub-17
Disputó la Copa Mundial Sub-17 de 2007 en Corea del Sur, siendo capitán del conjunto equipo argentino. En aquel certamen, disputó 5 partidos y anotó 1 gol. Finalmente, su selección fue eliminadoa en cuartos de final por Nigeria.
| Torneo                      | Sede          | Resultado        | Partidos | Goles |
| --------------------------- | ------------- | ---------------- | -------- | ----- |
| Copa Mundial Sub-17 de 2007 | Corea del Sur | Cuartos de final | 5        | 1     |

### Selección Sub-20
Fernando viajó a Venezuela para disputar el Sudamericano Sub-20 de 2009. Lamentablemente, la selección argentina, con Sergio “el Checho” Batista como director técnico, no logró la clasificación para el Mundial Sub-20 de Egipto 2009.
| Torneo                      | Sede      | Resultado   | Partidos | Goles |
| --------------------------- | --------- | ----------- | -------- | ----- |
| Sudamericano Sub-20 de 2009 | Venezuela | Sexto lugar | 8        | 0     |

## Estadísticas
Actualizado al último partido disputado el 18 de mayo de 2025.
| Club                         | Div.          | Temporada     | Liga  | Liga  | Copas nacionales | Copas nacionales | Torneos internacionales | Torneos internacionales | Total | Total |
| Club                         | Div.          | Temporada     | Part. | Goles | Part.            | Goles            | Part.                   | Goles                   | Part. | Goles |
| ---------------------------- | ------------- | ------------- | ----- | ----- | ---------------- | ---------------- | ----------------------- | ----------------------- | ----- | ----- |
| San Lorenzo Argentina        | 1.ª           | 2008-09       | 2     | 0     | —                | —                | —                       | —                       | 2     | 0     |
| San Lorenzo Argentina        | 1.ª           | 2009-10       | 17    | 0     | —                | —                | —                       | —                       | 17    | 0     |
| San Lorenzo Argentina        | 1.ª           | 2010-11       | 12    | 0     | —                | —                | —                       | —                       | 12    | 0     |
| San Lorenzo Argentina        | 1.ª           | 2011-12       | 20    | 0     | 2                | 0                | —                       | —                       | 22    | 0     |
| San Lorenzo Argentina        | 1.ª           | 2012-13       | 4     | 0     | —                | —                | —                       | —                       | 4     | 0     |
| San Lorenzo Argentina        | Total club    | Total club    | 55    | 0     | 2                | 0                | 0                       | 0                       | 57    | 0     |
| Olimpo Argentina             | 1.ª           | 2013-14       | 7     | 0     | —                | —                | —                       | —                       | 7     | 0     |
| Olimpo Argentina             | Total club    | Total club    | 7     | 0     | 0                | 0                | 0                       | 0                       | 7     | 0     |
| San Marcos · Chile           | 1.ª           | 2014-15       | 36    | 1     | 5                | 0                | —                       | —                       | 41    | 1     |
| San Marcos · Chile           | Total club    | Total club    | 36    | 1     | 5                | 0                | 0                       | 0                       | 41    | 1     |
| Palestino · Chile            | 1.ª           | 2015-16       | 33    | 3     | —                | —                | —                       | —                       | 33    | 3     |
| Necaxa · México              | 1.ª           | 2016          | 14    | 1     | —                | —                | —                       | —                       | 14    | 1     |
| Colo-Colo · Chile            | 1.ª           | 2016-17       | 10    | 0     | —                | —                | 1                       | 0                       | 11    | 0     |
| Colo-Colo · Chile            | 1.ª           | 2017          | 11    | 1     | 3                | 0                | —                       | —                       | 14    | 1     |
| Colo-Colo · Chile            | 1.ª           | 2018          | 2     | 0     | —                | —                | 1                       | 0                       | 3     | 0     |
| Colo-Colo · Chile            | Total club    | Total club    | 23    | 1     | 3                | 0                | 2                       | 0                       | 28    | 1     |
| Necaxa · México              | 1.ª           | 2018-19       | 10    | 0     | 4                | 0                | —                       | —                       | 14    | 0     |
| Necaxa · México              | 1.ª           | 2019-20       | 0     | 0     | 0                | 0                | —                       | —                       | 0     | 0     |
| Necaxa · México              | Total club    | Total club    | 24    | 1     | 4                | 0                | 0                       | 0                       | 28    | 1     |
| Atlanta Estados Unidos       | 1.ª           | 2020          | 0     | 0     | 0                | 0                | —                       | —                       | 0     | 0     |
| Atlanta Estados Unidos       | Total club    | Total club    | 0     | 0     | 0                | 0                | 0                       | 0                       | 0     | 0     |
| Defensa y Justicia Argentina | 1.ª           | 2021          | 7     | 0     | 0                | 0                | 5                       | 0                       | 12    | 0     |
| Defensa y Justicia Argentina | Total club    | Total club    | 7     | 0     | 0                | 0                | 5                       | 0                       | 12    | 0     |
| Necaxa · México              | 1.ª           | 2021-22       | 0     | 0     | 0                | 0                | —                       | —                       | 0     | 0     |
| Necaxa · México              | 1.ª           | 2022-23       | 0     | 0     | 0                | 0                | —                       | —                       | 0     | 0     |
| Necaxa · México              | Total club    | Total club    | 24    | 1     | 4                | 0                | 0                       | 0                       | 28    | 1     |
| Palestino · Chile            | 1.ª           | 2023          | 20    | 0     | 1                | 0                | 5                       | 0                       | 26    | 0     |
| Argentinos Juniors Argentina | 1.ª           | 2024          | 19    | 1     | 1                | 0                | 5                       | 0                       | 25    | 1     |
| Argentinos Juniors Argentina | Total club    | Total club    | 19    | 1     | 1                | 0                | 5                       | 0                       | 25    | 1     |
| Palestino · Chile            | 1.ª           | 2025          | 8     | 0     | 2                | 0                | 5                       | 0                       | 15    | 0     |
| Palestino · Chile            | Total club    | Total club    | 61    | 3     | 3                | 0                | 10                      | 0                       | 78    | 3     |
| Total carrera                | Total carrera | Total carrera | 232   | 7     | 18               | 0                | 22                      | 0                       | 276   | 7     |
| 1. 2. 3.                     |               |               |       |       |                  |                  |                         |                         |       |       |

## Palmarés

### Campeonatos nacionales
| Título             | Club      | País  | Año    |
| ------------------ | --------- | ----- | ------ |
| Supercopa de Chile | Colo-Colo | Chile | 2017   |
| Primera División   | Colo-Colo | Chile | 2017-T |
| Supercopa de Chile | Colo-Colo | Chile | 2018   |

### Campeonatos internacionales
| Título              | Club               | Sede     | Año  |
| ------------------- | ------------------ | -------- | ---- |
| Recopa Sudamericana | Defensa y Justicia | Brasilia | 2021 |